# Chi Khổ sâm

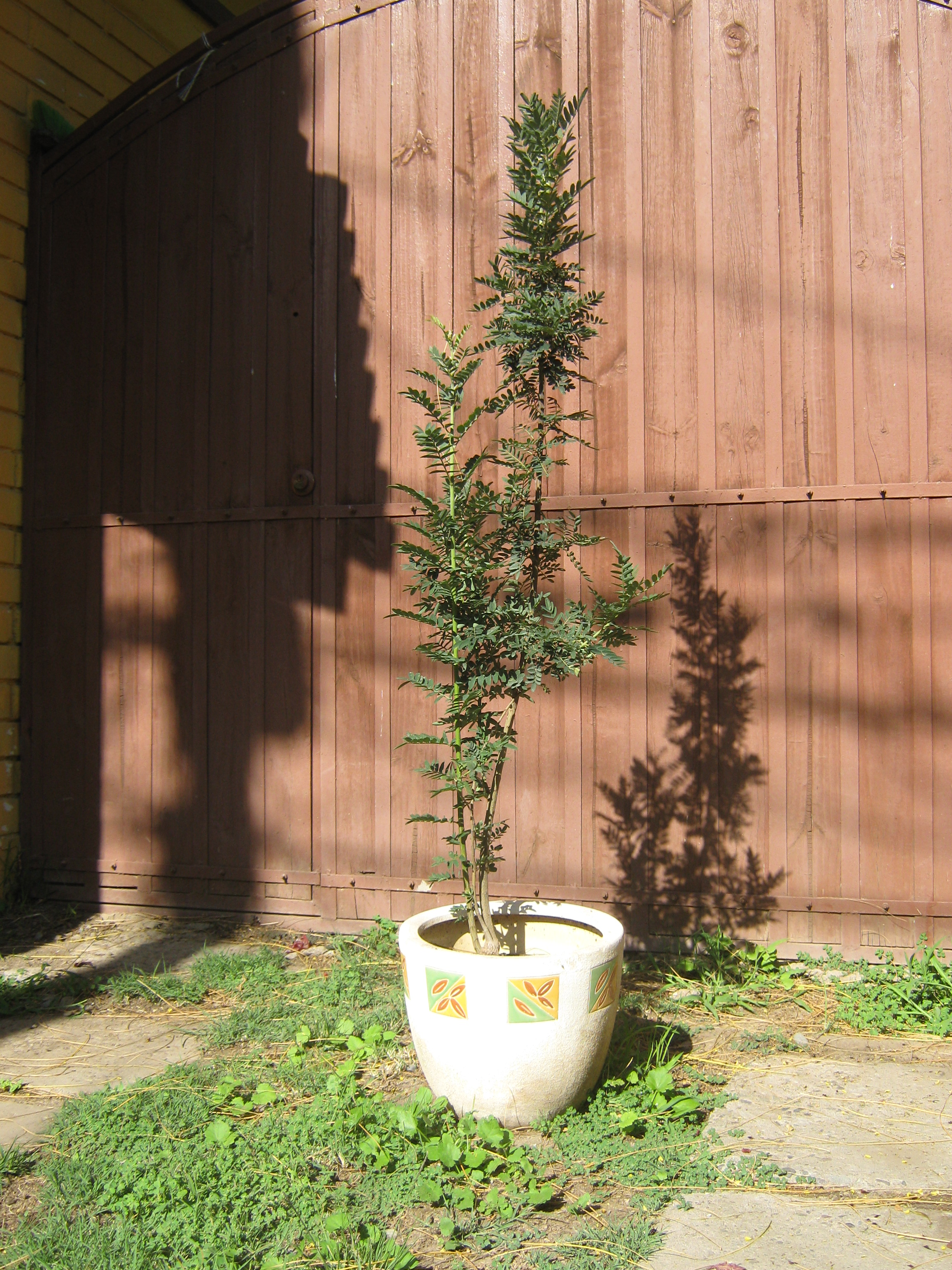
S. macrocarpa

Chi Khổ sâm (danh pháp khoa học: Sophora) là một chi của khoảng 45 loài cây thân gỗ nhỏ và cây bụi trong phân họ Đậu (Faboideae) của họ Đậu (Fabaceae). Các loài trong chi này có nguồn gốc từ vùng đông nam châu Âu tới miền nam châu Á, Australasia, các đảo trên Thái Bình Dương và miền tây Nam Mỹ.
Chi này trước đây có định nghĩa rộng, bao gồm nhiều loài mà hiện nay được xếp trong các chi khác, đáng chú ý là Styphnolobium (hòe), với khác biệt rõ nét nhất là thiếu vi khuẩn cố định đạm (vi khuẩn nốt rễ) trên rễ, và Calia (đậu Mescal).
Tại New Zealand các loài trong chi Sophora được biết đến dưới tên gọi kowhai.
Toromiro (Sophora toromiro) trước đây là cây phổ biến trong các khu rừng của đảo Phục Sinh. Tuy nhiên, chúng đã bị đốn hạ trong quá trình tàn phá rừng trên đảo vào thế kỷ 18, và sau đó bị tuyệt chủng trong tự nhiên. Loài cây này được tái trồng trên đảo trong một dự án khoa học do Vườn thực vật Hoàng gia Kew và Vườn thực vật Göteborg chủ trì, trong đó các cây duy nhất còn lại của loài này với nguồn gốc rõ ràng đã được trồng trong thập niên 1960 từ các hạt do Thor Heyerdahl thu thập.
Sophora macrocarpa là loài cây gỗ nhỏ có nguồn gốc từ Chile, được gọi tại đây là mayo hay mayú.

### Một số loài
- Sophora albescens (Rehder) C.Y.Ma:
- Sophora alopecuroides L.: Khổ đậu
- Sophora cassioides (Phil.) Sparre :hay Sophora macnabiana Skottsb. : Pelu (Chile)
- Sophora chathamica Cockayne: Kowhai bờ biển (New Zealand)
- Sophora chrysophylla (Salisb.) Seem.: Mamane (Hawaii)
- Sophora davidii Kom.ex Pavol.:S.davidii

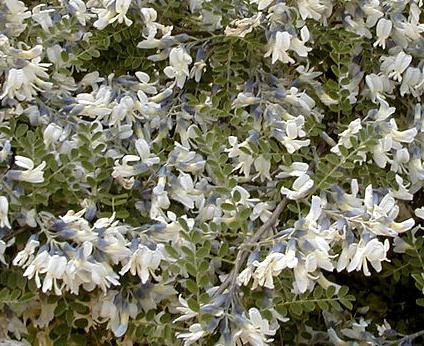
S.davidii

- Sophora fernandeziana (Phil.)Skottsb. : (quần đảo Juan Fernández)
- Sophora flavescens Aiton: Khổ sâm
- Sophora fulvida (Allan)Heenan & de Lange: Waitakere Kowhai (New Zealand)
- Sophora glauca DC.: Hòe lông tro
- Sophora godleyi Heenan & de Lange: Godley Kowhai, Papa Kowhai (New Zealand)
- Sophora howinsula (Oliv.) P. S. Green: Lord Howe, Australia
- Sophora inhambanensis Klotzsch:
- Sophora koreensis Nakai: Triều Tiên
- Sophora lehmannii (Bunge) Kuntze :
- Sophora longicarinata G.Simpson & J.S.Thomson: Kowhai (New Zealand)
- Sophora macrocarpa Sm. : (Chile)
- Sophora mairei Pamp.: Hòe Vân Nam
- Sophora masafuerana Skottsb.: (quần đảo Juan Fernández)
- Sophora microphylla Aiton: Kowhai lá nhỏ (New Zealand)
- Sophora mollis (Royle) Graham cũ Baker:
- Sophora molloyi Heenan & de Lange: Kowhai eo biển Cook (New Zealand)
- Sophora moorcroftiana Benth.:
- Sophora nuttalliana B. L. Turner:
- Sophora pachycarpa Schrenk cũ C. A. Mey.: Iran
- Sophora prostrata Buchanan: Kowhai lùn, Kowhai bò (New Zealand)
- Sophora subprostrata Chun & T.C.Chen: Hòe cành mềm (Quảng Tây)
- Sophora tetraptera J.F.Muell.: Kowhai lá lớn, Taupo Kowhai (New Zealand)
- Sophora tomentosa L.: Necklace Pod, Mamane (bờ biển vùng nhiệt đới)
- Sophora tonkinensis Gagnep.:
- Sophora toromiro Skottsb.: Toromiro (đảo Phục Sinh)
- Sophora velutina Lindl.:
- Sophora violacea Thwaites: